# Skin (cómic)
Skin — Pellejo en España—  (Angelo Espinosa) es un personaje ficticio (un humano mutante) que aparece en los cómics estadounidenses publicados por Marvel Comics. El personaje apareció por primera vez en The Uncanny X-Men #317 (octubre de 1994).

## Biografía ficticia
Angelo Espinosa era un ex pandillero del área este de Los Ángeles que fingió su propia muerte por numerosas razones; para asegurarse de que su amigo Tores no fuera culpado del asesinato, para ocultar su mutación recién manifestada a su familia y para dejar atrás esa parte de su vida. Skin fue uno de los cuatro jóvenes mutantes (incluidos M, Husk y Blink) secuestrados por Phalanx, una raza alienígena tecno-orgánica. La razón detrás de las abducciones fue para que Phalanx pudiera descubrir el secreto detrás de su incapacidad para asimilar mutantes en su colectivo. A través de sus esfuerzos combinados y los de Banshee, Emma Frost, Sabretooth, Synch y Júbilo, los cuatro jóvenes mutantes lograron escapar de sus confines; aunque Blink se sacrificó usando sus poderes para destruir a la Phalanx que los había capturado.
Posteriormente, Skin aceptó una invitación para inscribirse en la Academia de Massachusetts, una escuela para mutantes propiedad de Emma Frost. Como miembro de la Generación X, a Skin se unieron Synch, Júbilo, Husk y M (y más tarde Chamber, Penance y Mondo). Durante su estadía en la Academia de Massachusetts, Skin se hizo amigo cercano de Chamber porque ninguno de los dos podía pasar por humanos normales en público, y siempre encontraba tiempo para coquetear juguetonamente con Husk, Júbilo (a quien apodó Jubecita) y M. Skin también fue cazado por un justiciero asesino de mutantes conocido como X-Cutioner que creía que Skin era responsable de la muerte de Angelo Espinosa. El X-Cutioner no sabía que Skin, de hecho, era Ángel Espinosa. Skin logró derrotar al justiciero, pero mantuvo su identidad en secreto.
Durante la Operación: Tolerancia Cero, Skin y sus compañeros de equipo fueron transportados a su ciudad natal por Glorian.Mientras buscaban al primo de Skin, Gil, fueron capturados por la exnovia de Skin, Tores, una líder de una pandilla que quería matarlo por hacerle creer que estaba muerto. Antes de que tuviera la oportunidad, los Centinelas Prime atacó tanto a la Generación X como a su pandilla, obligándolos a una tregua temporal a regañadientes. Skin y Tores actuaron como cebo para llevar a los Sentinels a una emboscada, y Gil completó la trampa iniciando una gran explosión, permitiendo a la Generación X escapar.
Después de que la Academia cerró debido a las maquinaciones de Adrienne Frost, Skin regresó a Los Ángeles con Júbilo a cuestas.Algún tiempo después, Skin y Júbilo, junto con Magma, Bedlam y un puñado de otros mutantes desconocidos fueron encontrados crucificados en el césped de la Mansión X. Esta acción fue realizada por la Iglesia de la Humanidad, una organización religiosa militante antimutante. Arcángel usó las propiedades curativas de su sangre para revivir a Júbilo y Magma, pero Bedlam y Skin no sobrevivieron.
Júbilo, Husk y Arcángel fueron a visitar la tumba de Skin después de que Júbilo se recuperara solo para descubrir que el dueño del cementerio estaba a punto de desenterrar a Skin y sacarlo debido a su condición de mutante. Las niñas discutieron con el capataz, pero él insistió en que enterrar mutantes iba en contra de las convicciones religiosas del cementerio. Se ofreció a incinerar los restos de Skin y entregárselos a las niñas, lo que finalmente hizo.
Más tarde, Skin resucitó mediante el virus Transmodal para servir como parte del ejército de mutantes fallecidos de Selene. Bajo el control de Selene y Eli Bard, participa en el asalto a la nación mutante de Utopía.
Años más tarde, Skin resucitó en Krakoa a través de Los Cinco, su resurrección se adelantó en el cronograma porque se necesitaba a su excompañero de equipo Synch para actuar como respaldo de Los Cinco y creían que los dos jóvenes mutantes se ayudarían a reajustarse.El fue visto del brazo de Synch y de pie junto a Broo en una fiesta después de la primera reunión del Consejo Silencioso.Más tarde, el fue abordado por Madison Jeffries manifestándose a través de la tierra, quien le explicó que fue arrojado al Pozo del Exilio por tratar de crear un lugar para que Peligro viviera, lo que fue considerado una violación de la regla tres por el Consejo Silencioso.Más tarde, él le contó a Blob sobre esto, sin estar seguro de si realmente sucedió, Blob le asegura que ha visto suficientes cosas raras como para creer su historia y comenta que pronto habrá un vacío de poder y que "es bueno tener una hermandad".

## Poderes y habilidades
Skin poseía aproximadamente seis pies de piel extra. El era capaz de estirar, deformar, envolver, expandir y comprimir esta cantidad extra de epidermis. Cuando Skin realiza cualquiera de estos trucos, sólo se manipula la epidermis; La estructura esquelética de Skin era la misma que la de cualquier persona normal y promedio de su edad y altura. La piel de Skin tenía un tono grisáceo y, debido a la cantidad extra, le daba la apariencia de una vela derretida. En un momento, además de comprimir su piel más fuerte contra su cuerpo, Skin estaba aprendiendo a manipular el pigmento melanina en su epidermis para parecer normal. Sin embargo, realizar estas dos acrobacias juntas le provocó migrañas y pronto abandonó la idea de ser normal.

## Otras versiones

### Era de Apocalipsis
En la línea de tiempo alternativa de Era de Apocalipsis, Skin apareció en Generation Next como uno de los protegidos elegidos por Colossus y Shadowcat para rescatar a Illyana Rasputin de la esclavitud en el Núcleo de Hombre de Azúcar. Debido a su entrenamiento más militante, se describió a Skin usando sus poderes de una manera mucho más agresiva, incluso empalando a los oponentes con protuberancias de piel. Colossus abandonó el equipo para asegurar el rescate de Illyana y, como resultado, solo él, Shadowcat e Illyana lograron escapar del Núcleo. Skin y el resto de sus compañeros de equipo fueron abrumados y asesinados por los guardias del Núcleo.

### Ultimate Marvel
En el universo Ultimate Marvel, Sunspot mencionó que Skin casi había sido asesinado a golpes por humanos.

## En otros medios

### Película
- Skin fue interpretado por Agustín Rodríguez en la película para televisión de 1996 Generación X. En la película sus poderes estaban más cerca de la verdadera elasticidad, similar a los poderes de Mister Fantástico. Sin embargo, le causaba dolor usar este poder.
- En la película X-Men 2, su nombre aparece en una lista de nombres que Mystique recorre en la computadora de Stryker mientras busca el archivo de Magneto.